# Joanna Pacuła
Joanna Pacuła (* 2. Januar 1957 in Tomaszów Lubelski, Polen) ist eine polnisch-US-amerikanische Schauspielerin. 

## Leben und Leistungen
Pacuła absolvierte die Theaterhochschule Akademia Teatralna im. Aleksandra Zelwerowicza (damals Państwowa Wyższa Szkoła Teatralna) in Warschau. In den Jahren 1979 bis 1981 trat sie im Dramatischen Theater Warschau auf.
Ihre erste Rolle in einem Kinofilm spielte Pacuła in Tarnfarben (1977) von Krzysztof Zanussi. Sie war ebenfalls in Fernsehserien zu sehen.
Als am 13. Dezember 1981 in Polen das Kriegsrecht verkündet wurde, hielt sich Pacuła in Paris auf. Sie freundete sich dort mit Roman Polański an, der ihr einige Aufträge als Fotomodell verschaffte. Bilder von ihr wurden auf den Titelseiten der Zeitschriften wie Cosmopolitan, Harper’s Bazaar und Vogue veröffentlicht.
Im Jahr 1982 reiste Pacuła in die USA, wo sie dauerhaft blieb. Für ihre Rolle im Thriller Gorky Park (1983), in dem sie an der Seite von William Hurt, Lee Marvin und Brian Dennehy spielte, wurde sie im Jahr 1984 für den Golden Globe Award nominiert. Für ihre Hauptrolle im Horrorfilm Der Kuss (1988) wurde sie 1990 für den Saturn Award nominiert. Im Filmdrama Männer und Liebhaber (1992) übernahm sie neben Julian Sands eine der Hauptrollen. Im Familienfilm No Place Like Home (2001) ist sie neben Judge Reinhold zu sehen, im Actionfilm The Cutter (2005) spielte sie an der Seite von Chuck Norris.

## Filmografie (Auswahl)
- 1977: Tarnfarben (Barwy ochronne)
- 1978: Du wirst keine Ruhe finden (Nie zaznasz spokoju)
- 1979: Córka albo syn
- 1980: Last Night of Love
- 1981: Czule miejsca
- 1981: Dom (TV-Serie, 2 Episoden)
- 1981: Jan Serce (TV-Serie, 9 Episoden)
- 1983: Gorky Park
- 1985: Not Quite Paradise
- 1987: Death Before Dishonor
- 1987: Flucht aus Sobibor (Escape from Sobibor)
- 1987: Sweet Lies
- 1988: Der Kuss (The Kiss)
- 1989: Options
- 1989: Breaking Point
- 1990: Zum Töten freigegeben (Marked for Death)
- 1991: Männer und Liebhaber (La villa del venerdì)
- 1992: Night Eyes – Blicke in den Abgrund (Eyes of the Beholder)
- 1992: Body Puzzle – Mit blutigen Grüßen (Body Puzzle)
- 1992: Taxi in den Tod (Black Ice)
- 1992: Tödlicher Virus (Condition: Critical)
- 1993: Warlock – Satans Sohn kehrt zurück (Warlock: The Armageddon)
- 1993: Tombstone
- 1994: Das Schweigen der Hammel (The Silence of the Hams / Il Silenzio dei prosciutti)
- 1995: The Bomber Boys (Captain Nuke and the Bomber Boys)
- 1995: Last Gasp – Der Todesfluch (Last Gasp)
- 1995: Femme fatale aus dem All (Not Like Us)
- 1995: Timemaster – Aus der Zukunft zurück (Timemaster)
- 1997: Haunted Sea
- 1998: My Giant – Zwei auf großem Fuß (My Giant)
- 1998: White Raven – Diamant des Todes (The White Raven)
- 1998: Verraten – Eine Frau auf der Flucht (Sweet Deception)
- 1999: Ein gnadenloser Plan (The Art of Murder)
- 1999: Virus – Schiff ohne Wiederkehr (Virus)
- 2001: The Hit
- 2001: No Place Like Home
- 2002: Robbery Homicide Division (TV-Serie, Episode 1x06)
- 2003: Weltuntergang: Das Gewitter-Inferno (Lightning: Bolts of Destruction)
- 2004: DinoCroc
- 2004: El Padrino
- 2005: The Cutter
- 2005: Jake in Progress (TV-Serie, Episode 1x03)
- 2006: Honor
- 2007: Und Nietzsche weinte (When Nietzsche Wept)
- 2008: Monk (TV-Serie, Episode 7x06)
- 2012: Stolen Child (Fernsehfilm)
- 2013: Shannon’s Rainbow
- 2013: Madoff: Made Off with America
- 2013: ICE Agent
- 2013: Kill Her, Not Me
- 2014: Bones (TV-Serie, Episode 9x19)
- 2020: Break Even
- 2020: Wake Up To Love
- 2023: Buckle Up